# Saint-Genis-de-Saintonge
Saint-Genis-de-Saintonge là một xã ở tỉnh Charente-Maritime thuộc vùng Nouvelle-Aquitaine tây nam nước Pháp.
- Xã của tỉnh Charente-Maritime